# 繳繼祖
繳繼祖（？—？），清朝政治人物。山東東平州人。
繳繼祖為拔貢出身。嘉慶十五年（1810年）七月，出任湖南永順府龍山縣知縣。嘉慶二十二年（1817年）八月再任。